# Slovenský Grob
Slovenský Grob es un municipio situado en el distrito de Pezinok, en la región de Bratislava, Eslovaquia. Tiene una población estimada, en marzo de 2023, de 5811 habitantes.
Está ubicado al este de la región, en el valle del río Morava y cerca de la frontera con la región de Trnava y con Austria.

## Demografía
| Año        | 1994 | 2004     | 2014     | 2024      |
| ---------- | ---- | -------- | -------- | --------- |
| Población  | 1737 | 1925     | 2616     | 6133      |
| Diferencia |      | +10,82 % | +35,89 % | +134,44 % |

| Año        | 2023 | 2024    |
| ---------- | ---- | ------- |
| Población  | 5934 | 6133    |
| Diferencia |      | +3,35 % |